# Helmut Fritz
Pour les articles homonymes, voir Fritz.
Éric Greff (né le 19 juillet 1975 à Forbach, en Moselle), connu successivement sous les noms de scène de Helmut Fritz, de Géronimo, puis Rémo, est un chanteur, auteur-compositeur-interprète, producteur et écrivain français.

## Biographie
Éric Greff naît le 19 juillet 1975 à Forbach en Moselle.
Il connaît le succès en 2009 en se créant un personnage de chanteur allemand du nom de Helmut Fritz. Sa chanson Ça m'énerve se classe numéro 1 du « Top Singles France » durant 4 semaines et s'est vendue à 500 000 exemplaires. Le second single Miss France, satire musicale du concours éponyme, atteint la septième place du « Top Singles France » durant deux semaines. Il utilise alors toujours en public son personnage de Helmut Fritz et son faux accent allemand. À la suite du succès de Ça m'énerve, Libération lui consacre un portrait dans son édition du 5 mars 2010.
Le premier album En observation se vendra à 35 000 exemplaires. En 2023, le clip de Ça m'énerve, réalisé par Nicolas Benamou en 2009, a totalisé plus de 60 millions de vues sur YouTube.
En juin 2011, il met de côté le personnage de Helmut et reprend sa véritable identité pour sortir un single pop intitulé Il est temps. Une façon selon lui de revenir à ses racines musicales qui n'étaient pas électro. Il retrouvera le personnage de Helmut Fritz quelques mois plus tard et donnera ses interviews sans accent, ne cachant plus sa véritable identité. Récompensé aux NRJ Music Awards 2010 pour la chanson la plus téléchargée, il a également été nommé aux Victoires de la musique en 2010 dans la catégorie « Chanson originale de l'année ». Le 5 décembre 2011 il fait paraître un EP intitulé Petit Papa Noël. Le single phare, une reprise de Petit Papa Noël en guitare voix, se classe 11e des ventes.
En février 2012, au lendemain des Oscars, sort un nouveau teaser parodiant The Artist et annonçant la sortie d'un nouveau single le 19 mars intitulé Les Filles. Le 28 octobre 2013, il sort, sous le nom de Helmut (le patronyme « Fritz » n'apparaissant plus) un double album intitulé Décalage immédiat après en avoir dévoilé un premier extrait Métro Boulot Disco le 2 septembre. Ce double album est composé d'un premier disque de chansons originales électro-pop et d'un second de reprises interprétées en duo avec des artistes tels que Philippe Katerine ou encore Barbara Schulz. Le second single de cet opus, la chanson Plus là, est illustré par un clip sorti le 18 novembre 2013, dans lequel Helmut apparaît sans artifices et tend à montrer l'évolution de son travail vers un angle plus musical et plus élaboré.
En 2015, sous le pseudonyme de « Geronimo », Eric Greff sort le titre Possédés qui finit par rencontrer le succès en étant l'un des tubes de cette fin d'année 2015 et en faisant partie des tubes les plus diffusés sur les radios musicales nationales.[réf. nécessaire] Le 10 avril 2020, en pleine pandémie de Covid-19, il revient une nouvelle fois sous le nom complet Helmut Fritz avec une reprise de son tube intitulé Ça m'énerve 2020 dans laquelle il adapte les paroles à la situation du confinement sous le label Scorpio Music.
Le 18 mars 2022, Éric Greff publie un récit autobiographique aux éditions Anne Carrière intitulé Rockstar sinon rien qui permet d'éclaircir sa démarche artistique depuis 2008 : il raconte ainsi la genèse de son personnage Helmut Fritz, le succès fou et la chute qui a suivi, en expliquant qu’au fur et à mesure des années, ce personnage d’abord indispensable à son ascension a fini par devenir toxique et l’a enfermé dans une case, raison pour laquelle il n'a cessé de le ramener par « vagues » mais qu'il entend désormais clore le projet sans aucun retour possible.  Dans le même temps, débarrassé de son avatar germanique, il présente une pop sensible et sombre sous le nom de Rémo en sortant un premier single et un clip chez Roy Music le 15 avril 2022 et annonce le retour de Geronimo le 25 novembre 2022 avec Apologize.

## Discographie

### Singles
| Année | Singles                              | Classement des ventes | Classement des ventes | Classement des ventes | Album             |
| Année | Singles                              | France                | Belgique              | Suisse                | Album             |
| ----- | ------------------------------------ | --------------------- | --------------------- | --------------------- | ----------------- |
| 2009  | Ça m'énerve                          | 1                     | 3                     | 8                     | En observation    |
| 2009  | Miss France                          | 7                     | 15                    | 35                    | En observation    |
| 2010  | Ça gère                              | 14                    | —                     | —                     | En observation    |
| 2011  | Il est temps                         | —                     | —                     | —                     | En observation    |
| 2011  | Petit Papa Noël                      | 11                    | —                     | —                     |                   |
| 2012  | Les Filles                           | —                     | —                     | —                     |                   |
| 2013  | Métro Boulot Disco                   | —                     | —                     | —                     | Décalage immédiat |
| 2013  | Plus Là                              | —                     | —                     | —                     | Décalage immédiat |
| 2014  | Thaï Na Na (feat. Philippe Katerine) | —                     | —                     | —                     | Décalage immédiat |
| 2016  | Possédés                             | 65                    | —                     | —                     |                   |
| 2016  | À Parcourir                          | —                     | —                     | —                     |                   |
| 2016  | Ma Faute                             | —                     | —                     | —                     |                   |
| 2017  | Inéïna                               | —                     | —                     | —                     |                   |
| 2019  | La Vie                               | —                     | —                     | —                     |                   |
| 2020  | Ça m'énerve 2020                     | —                     | —                     | —                     |                   |
| 2020  | Particules Fines                     | —                     | —                     | —                     |                   |
| 2020  | Vacancer                             | —                     | —                     | —                     | STEM              |
| 2020  | Cool                                 | —                     | —                     | —                     | STEM              |
| 2021  | PTNDCVD - Mask Song                  | —                     | —                     | —                     | STEM              |
| 2021  | Interdits                            | —                     | —                     | —                     | STEM              |